# 논리 시프트

오른쪽으로 한비트 논리 시프트

왼쪽으로 한비트 논리 시프트

컴퓨팅에서 논리 시프트(logical shift)는 피연산자의 모든 비트를 이동하는 시프트 연산이다. 산술 시프트와 다르게, 논리 시프트는 수의 부호비트를 보존하지 않거나 가수로부터 수의 지수를 식별하지 않는다; 피연산자의 모든비트는 주어진 수의 비트위치로 단순히 이동하고, 비어있는 비트위치는 (원 시프트와 비교해서) 일반적으로 0으로 채워진다.
논리 시프트는 피연산자가 숫자보다 비트의 수열로 처리될때도 사용된다.

## 예시
비트 순서 0001 0111이 1개의 비트 위치의 논리 시프트를 실행한다면... (오른쪽 그림을 보세요)
- ...왼쪽으로 산출되면: 0010 1110
- ...오른쪽으로 산출되면: 0000 1011